# Раусинг, Кирстен
Кирстен Элисбет Раусинг (швед. Kirsten Elisbet Rausing; род. 6 июня 1952) — шведская предпринимательница. Старшая дочь шведского промышленника Гэда Раусинга (1922—2000) и его жены Биргит (урождённой Мейн).

## Биография
Кирстен Раусинг родилась в шведском городе Лунд. Она является внучкой Рубена Раусинга (1895—1983), основателя компании по упаковке жидких пищевых продуктов Tetra Pak. Её отец выкупил 50 % долю в компании у своего брата Ханса Раусинга в 1995 году. Она также является внучкой шведского художника-пейзажиста Генри Мейна (1891—1975).
Кирстен Раусинг живёт в Великобритании и разводит лошадей на своём конном заводе Lanwades Stud в Ньюмаркете. Раусинг является членом жокей-клуба и бывшим директором конного завода National Stud. Вместе с Ричардом Фрисби, Майклом Гудбоди и Гаем Хейлдом она является директором British Bloodstock Agency.
Кирстен Раусинг является одой из самых богатых женщин Великобритании. Вместе с братьями Йорном Раусингом и Финном Раусингом она входит в совет директоров холдинговой компании Tetra Laval, ей принадлежит треть компании. В рейтинге Sunday Times Rich List 2011 самых состоятельных людей Великобритании она заняла 16-е место (совместно со своим братом Йорном), её состояние оценивалось в £3900 млн. В Sunday Times Rich List 2012 она была названа 4-й самой богатой женщиной в Великобритании. По данным журнала Forbes, на 2018 год её состояние оценивается в 7,2 млрд долларов.